# Günter Brus
Günter Brus (Ardning, 27 september 1938 – 10 februari 2024) was een Oostenrijks kunstenaar bekend van het Weense Aktionisme en schrijver.

## Biografie
Gunter Brus studeert van 1953 tot 1957 aan de Kunstnijverheidsschool van Graz en van 1957 tot 1960 aan de Weense Academie van Toegepaste Kunsten.
Brus begint als formeel schilder en tachistisch tekenaar. In dit werk wil hij zich bevrijden van de grenzen van het beeldvlak. Hij schildert reusachtige doeken zonder centrum of zwaartepunt en laat die evolueren naar wandinstallaties.
Vanuit de gedachte kunst opnieuw in het leven te integreren, ontwikkelt Brus performances die hij uiterst radicaal doorvoert. Hij wil teruggaan naar de wortels van kunst en cultuur door verzelfstandiging van het menselijk lichaam en van de schilderkunstige elementen. De eerste zelfbeschilderingen die hij uitvoert, dateren van 1964. Samen met Otto Muehl, Hermann Nitsch en Rudolf Schwarzkogler is hij een van de bekende kunstenaars uit het Weens Aktionisme.
In zijn "actieschilderij" Kunst und Revolution uit 1968, op de universiteit van Wenen, doet hij zijn behoefte op een spreekgestoelte, terwijl hij het Oostenrijkse volkslied zingt. Hij wordt hiervoor veroordeeld tot zes maanden gevangenisstraf voor het beledigen van het Oostenrijkse nationale symbool en inbreuk op de openbare zeden. Na deze actie wordt hij door de beslissing van het gerecht gedwongen om zijn vaderland te verlaten en gaat hij met zijn familie naar Berlijn, waar hij tot 1979 verblijft.
Van 1969 tot 1976 is Brus uitgever van het tijdschrift Die Schastrommel.
In 1970 sluit hij zijn Aktionismeperiode af met zijn laatste actieschilderij, Zerreissprobe, in München en keert hij terug naar de traditionele tekening. "Het beeldgedicht is voor mij de ideale vorm omdat het gedachteloze tekenen tegenwicht krijgt van het schrijven waarbij wel moet worden gedacht".
- Publicatie van roman "Irrwisch", 1971.
- Deelname documenta 5 en 7 in 1972 en 1982
- Deelname aan Biënnale van Venetië, 1980

Brus was betrokken bij de NO!art-beweging.

## Stijl
Ondanks zijn veelvuldig gebruik van de fotografie, bleef het bij Brus om de performance zelf draaien. Net als Nitsch maakt hij zijn lichaam tot beelddrager. Hij bewerkt zichzelf met punaises en scheermesjes. Hij plamuurt zijn lichaam met witte verf en verandert zo letterlijk in schildersdoek.
In zijn onderzoek naar de onbewuste structuren van het menselijk bestaan blijft de drang om te choqueren sterk aanwezig in zijn tekeningen en teksten.
Brus overleed op 10 februari 2024 op 85-jarige leeftijd.
- Bibsys: 90515919
- Biblioteca Nacional de España: XX836303
- Bibliothèque nationale de France: cb12018319t (data)
- Catàleg d'autoritats de noms i títols de Catalunya: 981058604947606706
- CiNii: DA06056744
- Gemeinsame Normdatei: 118516329
- International Standard Name Identifier: 0000 0001 2146 5868
- Library of Congress Control Number: n84036237
- Nationale Bibliotheek van Letland: 000217765
- MusicBrainz: 1befec5a-7ab1-4cdb-a02d-43953ead67fe
- Musée national d'archéologie, d'histoire et d'art: lkl009795
- Nationale Bibliotheek van Tsjechië: mzk2010508311
- Nationale bibliotheek van Australië: 35783703
- Nationale Bibliotheek van Israël: 987007277329405171
- Nationale en Universitaire bibliotheek Zagreb: 000051255
- Nederlandse Thesaurus van Auteursnamen: 070111022
- PIC: 282984
- Réseau des bibliothèques de Suisse occidentale: 02-A003051635
- RKD-Nederlands Instituut voor Kunstgeschiedenis: 13582
- Système universitaire de documentation: 028324005
- Union List of Artist Names: 500098254
- Virtual International Authority File: 107477499
- WorldCat: E39PBJr3tBDpvtWkd8C9TmwQv3